# Jule K.
Jule K. (* 1974 in Lemgo, bürgerlich Juliane Kruschke) ist eine deutsche Künstlerin, Comiczeichnerin und Illustratorin.

## Leben
Jule K. wuchs in Extertal auf. Seit 1997 lebt sie in Hamburg und studierte Illustration an der Hochschule für Angewandte Wissenschaften. Während des Studiums veröffentlichte sie mehrere Comics im Selbstverlag, wie Strange girls und Dr. Donna. 2005 erschien Cherry Blossom Girl, eine ironische Anti-Superhelden-Story, im Wuppertaler Verlag Edition 52. Der Comic war zugleich ihre Diplomarbeit. Im Juni 2008 wurde Fernanda’s fabulous life publiziert, ebenfalls bei Edition 52. Sie veröffentlichte außerdem in Anthologien wie Strapazin und Interview 2 (Ehapa) sowie bei Spiegel Online. Jule K.s zentrale Themen sind Musik, Freundinnen, Überlebenskampf und Liebe.
Jule K. löste Ende 1998, damals noch unter dem Namen Jule Kruschke, Sandra Ziegelmüller als Bassistin der Band Parole Trixi ab und spielte dort bis Anfang 2001. Im selben Jahr gewann sie beim internationalen Comicwettbewerb des Festivals Fumetto den 3. Preis. Seit 2003 gestaltet sie die Preisskulpturen für die Lesbisch Schwulen Filmtage Hamburg.
Illustrationen von Jule K. erschienen u. a. in den Zeitschriften Intro, Szene Hamburg, Maxi, Basta Calendar und in Das Magazin.

## Veröffentlichungen (Auswahl)
- Lovesick
- Strange girls (2 Bände, 2000–2002)
- Dr. Donna (2003)
- Swiss Explosion
- Cherry Blossom Girl. Edition 52, Wuppertal 2005, ISBN 3-935229-41-0.
- Fernanda’s fabulous Life. Edition 52, Wuppertal 2005, ISBN 978-3-935229-62-3.
- Love Rehab. Edition 52, Wuppertal 2010, ISBN 978-3-935229-80-7.
- Don´t Work Bitch, Cherry Grrrl Comics, Hamburg 2021, ISBN 978-3-00-069931-3